# Triangle carotidien
Le triangle carotidien (ou triangle carotidien inférieur) est une zone de la région cervicale antérieure.
Il est délimité :
- en avant, par la ligne médiane du cou allant de l'os hyoïde au sternum ;
- en arrière, par le bord antérieur du muscle sterno-cléido-mastoïdien ;
- au-dessus, par le ventre supérieur du muscle omo-hyoïdien.

Sa face externe est recouverte par le tégument, le fascia superficiel, le muscle platysma et le fascia profond..
Sa face profonde est constituée des muscles sterno-hyoïdien et sterno-thyroïdien.
Sa partie postérieure est occupée par l'artère carotide commune , par la veine jugulaire interne et par le nerf vague dans leur propre gaine.

## Galerie

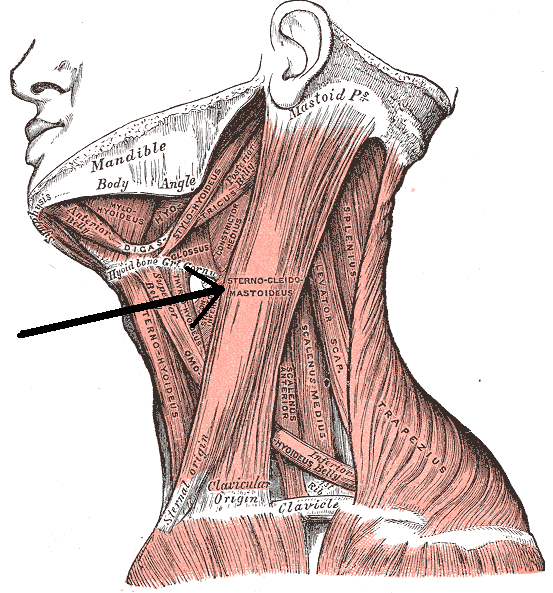
Le muscle sterno-cléido-mastoïdien.
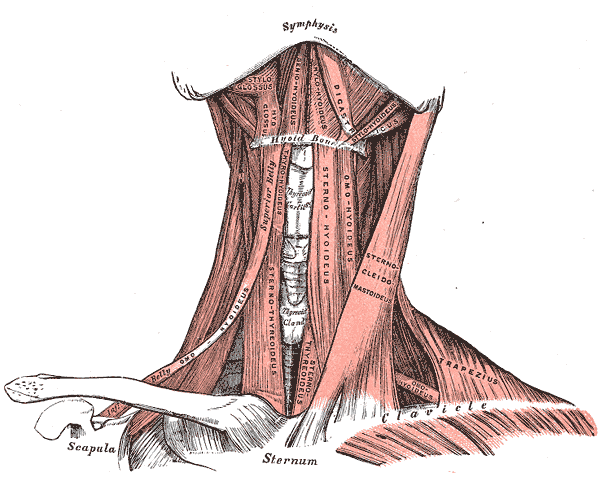
Vue antérieure des muscles du cou.
Les triangles du cou.